# Emily Nelson
Emily Nelson (* 10. November 1996 in Burton upon Trent) ist eine ehemalige britische Radsportlerin, die auf Bahn und Straße aktiv war.

## Sportliche Laufbahn
Seit 2013 gehörte Emily Nelson zum British Cycling’s Olympic Development Programme. 2014 wurde sie gemeinsam mit Amy Hill, Hayley Jones und Emily Kay Junioren-Weltmeisterin in der Mannschaftsverfolgung. Im Oktober 2014 wurde sie in das Olympic Academy Programme aufgenommen. Im Jahr darauf wurde sie in der Mannschaftsverfolgung Junioren-Europameisterin (mit Manon Lloyd, Grace Garner und Megan Barker).
2016 startete Nelson bei den britischen Straßenmeisterschaften der Elite und belegte im Straßenrennen Platz 45 sowie im Einzelzeitfahren Platz 32. Im selben Jahr wurde sie mit dem britischen Frauen-Vierer aus Emily Kay, Dannielle Khan und Manon Lloyd U23-Europameisterin. Bei den Bahn-Europameisterschaften der Elite errang sie zwei Medaillen: Gemeinsam mit Emily Kay im Zweier-Mannschaftsfahren und Bronze mit Emily Kay, Dannielle Khan und Manon Lloyd in der Mannschaftsverfolgung. 2017 wurde sie gemeinsam mit Elinor Barker Vize-Weltmeisterin im Zweier-Mannschaftsfahren sowie U23-Europameisterin im Ausscheidungsfahren. Beim zweiten Lauf des Bahn-Weltcups 2017/18 in Manchester holte sie gemeinsam Katie Archibald, Elinor Barker und Neah Evans Gold in der Mannschaftsverfolgung.
Bei den UCI-Bahn-Weltmeisterschaften 2018 in Apeldoorn wurde Emily Nelson gemeinsam mit Katie Archibald Weltmeisterin im Zweier-Mannschaftsfahren, der Mannschaftsverfolgung holten die britischen Fahrerinnen Silber. 2019 wurde sie Europameisterin im Scratch, im Ausscheidungsfahren belegte sie Platz zwei. Trotz dieser Erfolge wurde sie aus dem britischen Olympiakader wieder ausgeschlossen, so dass sie beschloss, 2021 ihre Radsportlaufbahn zu beenden.

## Erfolge

### Bahn
2013
- Junioren-Weltmeisterin – Mannschaftsverfolgung (mit Amy Hill, Hayley Jones und Emily Kay)

2014
- Junioren-Europameisterin – Mannschaftsverfolgung (mit Manon Lloyd, Grace Garner und Megan Barker)

2016
- Europameisterschaft – Zweier-Mannschaftsfahren (mit Emily Kay)
- Europameisterschaft – Mannschaftsverfolgung (mit Emily Kay, Dannielle Khan und Manon Lloyd)
- Europameisterin (U23) – Mannschaftsverfolgung (mit Emily Kay, Dannielle Khan und Manon Lloyd)

2017
- Weltmeisterschaft – Zweier-Mannschaftsfahren (mit Elinor Barker)
- Weltcup in Manchester – Mannschaftsverfolgung (mit Katie Archibald, Elinor Barker und Neah Evans)
- Europameisterin (U23) – Ausscheidungsfahren

2018
- Weltmeisterin – Zweier-Mannschaftsfahren (mit Katie Archibald)
- Weltmeisterschaft – Mannschaftsverfolgung (mit Katie Archibald, Elinor Barker, Laura Kenny und Eleanor Dickinson)
- Weltcup in Berlin – Mannschaftsverfolgung (mit Katie Archibald, Emily Kay, Laura Kenny und Jessica Roberts)

2019
- Europameisterin – Scratch
- Europameisterschaft – Ausscheidungsfahren

## Teams
- 2018 Storey Racing